# Dell Optiplex
OptiPlex är modellbeteckningen för en serie stationära datorer tillverkade av Dell, som är avsedda för användning i företag, skolor och offentlig sektor. Vanligen är de försedda med Intel processorer, som från början hade beteckningarna Pentium eller Celeron, men nu i3, i5 eller i7. 
Skillnaderna mot datorerna för hemmabruk är att nätverkskort, videoanslutningar med mera varit anpassat för de högre kraven i professionella miljöer. Även chassits konstruktion är i de flesta fall sådan att det går snabbt och lätt att felsöka och byta ut komponenter.  Dessutom finns mjukvara i datorn som underlättar gör tekniker att administrera många datorer i ett datornätverk. 
Optiplex lanserades 1993 som mellanstorlek Desktop, och något senare även i Minitower-storlek. Senare tillkom även SFF (small form factor) som tar mindre plats men inte har möjlighet till lika många extra instickskort. Under många år har datorerna tillverkats på beställning och sålts direkt till kund, vilket ger möjlighet att beställa samma modell med olika processor, storlek på minne och hårddisk. Men numera[när?] säljs datorerna även via återförsäljare med standardkonfigurationer.
Jämfört med serierna Dimension och Vostro har Optiplex ett högre pris för samma prestanda. Men det uppvägs av bättre garantier och enklare handhavande i nätverk. För mer krävande uppgifter rekommenderas Precision-serien.